# 마우리시오 푸네스
마우리시오 푸네스(스페인어: Carlos Mauricio Funes Cartagena, 1959년 10월 18일~2025년 1월 21일)은 엘살바도르의 정치인이다.
정치에 입문하기 전에는 언론계에서 종사했다. 스페인어 CNN 방송 등에 출연하며 그 이름을 알렸다. 좌파 정당인 파라분도마르티해방전선(FMLN) 소속으로 2009년 3월 대통령 선거에 출마, 당선되었다. 이로써 엘살바도르에 20년 만에 좌파 정권이 탄생하게 되었다. 푸네스 당선자는 2009년 6월 1일 취임식을 갖고 대통령 업무를 수행하기 시작해서 2014년 6월 1일에 부통령을 역임 했던 살바도르 산체스 세렌한테 정권 이양을 해주고 퇴임을 했다.
| 전임 안토니오 사카 | 제65대 엘살바도르의 대통령 2009년 6월 1일 ~ 2014년 6월 1일 | 후임 살바도르 산체스 세렌 |